# Pipestone Creek (Nut Lake)
Der Pipestone Creek ist ein 75 km langer Zufluss des Nut Lake im Osten der kanadischen Provinz Saskatchewan. Als „pipestone“ wird gewöhnlich Catlinit, ein Tonstein, der auch zur Herstellung von Friedenspfeifen benutzt wurde, bezeichnet.

## Verlauf
Der Pipestone Creek hat seinen Ursprung in einem Feuchtgebiet 7,8 km ostnordöstlich der Ortschaft Lintlaw sowie 240 km östlich der Stadt Saskatoon. Das Quellgebiet liegt auf einer Höhe von etwa 610 m. Der Pipestone Creek fließt anfangs in Richtung Westnordwest, später in Richtung Nordwest. Er durchfließt eine stark landwirtschaftlich geprägte Landschaft. Anfangs bildet er nur ein temporär wasserführendes Fließgewässer. Der Flusslauf ist größtenteils begradigt und kanalisiert, um eine optimale Flächennutzung des Gebietes für Äcker zu ermöglichen. Es befinden sich keine Orte am Flusslauf. Der Pipestone Creek mündet schließlich 8,5 km ostnordöstlich von Rose Valley in das südliche Seeufer des Nut Lake. Die letzten Kilometer verläuft der Pipestone Creek innerhalb Indianerreservaten der Yellow Quill First Nation.

## Hydrologie
Am saisonal betriebenen Abflusspegel 05LA004 am Highway 756 gelegen 4 km oberhalb der Mündung wird ein mittlerer Abfluss (MQ) von etwa 0,08 m³/s gemessen. Der größte mittlere monatliche Abfluss tritt im April mit 6,03 m³/s auf. Das Einzugsgebiet am Abflusspegel beträgt 843 km², das effektive Einzugsgebiet 550 km².